# Stelvio

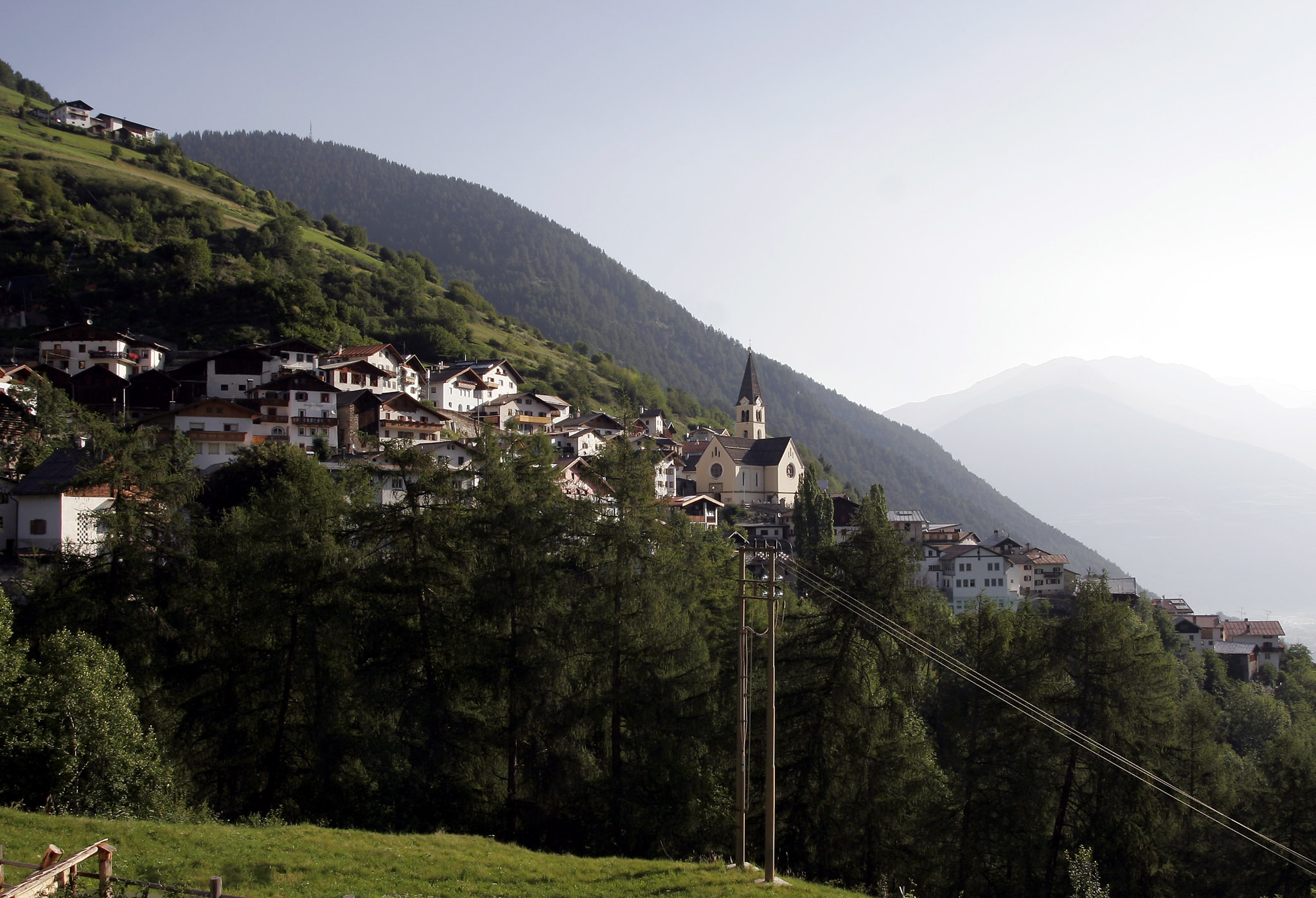
Stilfs (Stelvio)

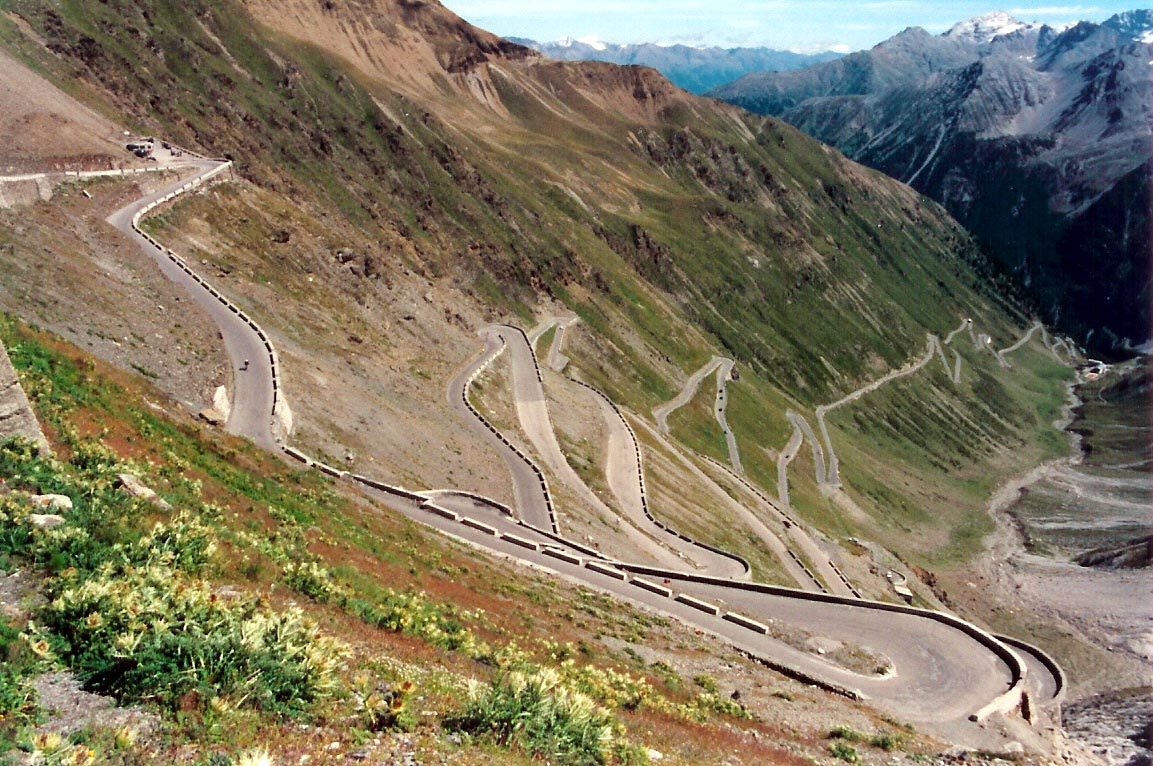
Một phần đèo Stelvio.

Stilfs (Stelvio) tiếng Ý: Stelvio; tiếng Đức: Stilfs; Archaic (1290AD): Stilfes; Archaic (1090AD): Stilvis) là một đô thị ở tỉnh Bolzano-Bozen ở vùng Trentino-Alto Adige/Südtirol. Đô thị này nằm ở phía bắc đèo Stelvio.
Đô thị Stilfs (Stelvio) có các frazioni (các đơn vị cấp dưới, chủ yếu là các làng) Gomagoi, Sulden (Solda), Trafoi.